# Windows Live Messenger
A Windows Live Messenger (korábbi nevén MSN Messenger) egy azonnali üzenetküldő szolgáltatás volt, melyet a Microsoft készített, és Windows XP, Windows Vista, Windows 7, Windows Mobile, Windows Phone, Windows CE, Xbox 360, BlackBerry OS, Android OS, iOS, Symbian OS és Zune HD rendszereken futott. A program a Windows Live programcsomag része volt 2005 óta, és a Microsoft .NET Messenger szolgáltatását használta adatátvitelre. Először 1999. július 22-én jelent meg MSN Messenger néven, újabb nevét 2005. december 13. óta viselte. A Microsoft döntése értelmében a program Kínát kivéve világszerte leállt 2013. április 8-án, helyét az immár Microsoft-fiókok kezelésére is képes Skype vette át. A Microsoft 2014. október 31-én Kínában is végleg leállította a szolgáltatást.

## Szolgáltatások
Az alapvető üzenetküldési funkciókon kívül a legutolsó változat a következő képességekkel rendelkezett:
- Beépített fényképnézegető, mely a Windows Live Photo Gallery-n alapult, és képes volt a Skydrive-on vagy Facebook-on keresztül feltöltött képek megmutatására is. Teljes képernyős és diavetítéses üzemmódra is képes volt, valamint a fotók kommentelhetők voltak és megjelölhették rajtuk az embereket is.
- A program képes volt arra, hogy "nem elérhető" állapotot mutasson nemcsak az összes partner, hanem akár csak egyes kiválasztott személyek részére is, annak ellenére, hogy a felhasználó valójában be van jelentkezve. Ez a korábbi felhasználótiltást váltotta fel.
- Windows Live-profilon keresztül különféle szolgáltatásokhoz lehetett csatlakozni, mint például Facebook, MySpace, LinkedIn, és még sok minden más. Az ezen alkalmazásokból származó állapotfrissítések megjelentek a program ablakában és fordítva. Facebook-integráció esetén annak chatje is elérhető volt a programból.
- Üzenetek küldhetőek és fogadhatóak voltak abban az esetben is, ha a felhasználó épp nem volt elérhető. Ebben az esetben akkor kapta meg az üzenetet, amikor legközelebb bejelentkezett. Nem volt kizárt az sem, hogy két "Nem elérhető" állapotú személy beszélgessen.
- Különféle játékok is integrálva voltak a programba, melyekkel lehetett egymás ellen is játszani.

## Átjárhatóság
A program népszerűségének köszönhetően felvetődött a más programokkal való kommunikáció integrálásának lehetősége. 2005 októberében a Microsoft és a Yahoo! megállapodtak saját csevegőprogramjaik kompatibilitásában, melynek köszönhetően 2006-tól kezdve a Yahoo! Messenger és a Windows Live Messenger felhasználói felvehették egymást partnerként a másik szolgáltatásban anélkül, hogy új fiókot kellett volna nyitniuk. Az együttműködés a program végnapjaiban, 2012 decemberében ért véget. 2010 szeptemberétől a Facebook chat-funkciója is használható volt a programban, 2012 októberétől pedig a bejelentkezéshez használható Microsoft-fiókkal Skype alatt is be lehetett jelentkezni, megtartva így az összes eddigi ismerőst.
2007-ben egy speciális program, az Xbox 360 alá fejlesztett Xbox Live Messenger is megjelent, ugyanazzal a funkcionalitással és elérhetőséggel, mint számítógépes párja.

## Protokoll
A Windows Live Messenger a Microsoft Notification Protocol-t (MSNP) használta, hogy TCP-n keresztül csatlakozzon a .NET Messenger szolgáltatáshoz az 1863-as porton keresztül, mely a messenger.hotmail.com-ra mutatott. Ez a protokoll nem teljesen volt titkosított, de a szerverek az utolsó időkben már csak a 8-as verziótól frissebb verziójú szoftverváltozatokat engedték be, biztonsági okokból. Maga az adatforgalom sem volt teljesen védett az adathalászoktól - adott esetben, például titkosítatlan Wi-Fi-hálózatok használatával könnyűszerrel kinyerhetőek voltak adott beszélgetések adatai, sőt a partnerlisták is.
A Messenger újabb verziói már megszűrték a küldhető üzeneteket: bizonyos oldalakról származó tartalmak le voltak tiltva és nem voltak megoszthatóak.

## Programtörténet

### MSN Messenger
1999 és 2006 között a program neve MSN Messenger volt, innen eredt az "MSN" becenév. (Ez egyébként a Microsoft Network rövidítése.) Az első verzió 1999 júliusában jelent meg, kezdetleges funkciókkal, melyben csak az üzenetküldés és egy egyszerű partnerlista volt jelen. Emellett képes volt az America Online (AOL) AIM hálózatára is csatlakozni, amit az AOL folyamatosan megpróbált blokkolni. Ennek hatására a későbbi verziókból kikerült ez a funkció, és kizárólag .NET Passport-tal (később Windows Live ID, még később Microsoft-fiók) lehetett csatlakozni. 1999 novemberében jött a 2-es verzió, egy reklámablakkal és a chatablak személyre szabásának lehetőségével. 2000 májusában jött a 3.0, fájlátviteli képességgel, valamint egy kezdetleges VOIP-funkcióval.
A Windows XP megjelenésével egyidőben jött a 4.6-os verzió is, mely az operációs rendszer szerves része lett, Windows Messenger néven. A kezelőfelület jelentősen megváltozott, immár csoportokba lehetett rendezni az ismerősöket, és lehetett mikrofonon keresztül is beszélgetni. A Windows Messenger és az MSN Messenger nem voltak kompatibilisek egymással, mert a Microsoft ekkor még azt tervezte, hogy Windows alá egy új termékcsaládot hoz be. Ez a terv végül az MSN Messenger 5.0 színrelépésével meghiúsult, hiszen a két program egyidejűleg is telepíthető volt. A 2002 októberében megjelent ötös verzió már UPnP alapú fájlátvitelt tudott, kissé felújították a kinézetet, valamint integrálták a Windows Media Player-t.
2003 júliusában érkezett a 6-os verzió, mely egy teljes egészében átszabott változata lett a programnak. Az egyszerű szöveges kommunikációt egy testreszabható környezet váltotta fel emotikonokkal, saját megjelenített képpel, valamint hátterekkel. 6.1-es, frissített változata a beszélgetési ablakot bővítette ki, és elrejthető lett a menüsor valamint az ablakkeret, valamint variálható lett a színezés is, felhasználótól függően. 2004-ben jött még egy 6.2-es verzió is, mely a mobiltelefonos felhasználókhoz hozott létre egy csoportot, és egy kapcsolati hibaelhárítót is tartalmazott.
Utolsó önálló verziója a 7-es termékcsalád volt. 2005 áprilisában jelent meg a 7.0, különféle animációk lejátszásának biztosításával, felújított kapcsolatlistával és kézírás-funkcióval. 7.5-ös frissítése dinamikus háttereket is támogatott, valamint annak lehetőségét, hogy egy weboldalra elhelyezett link segítségével beszélgetést lehessen kezdeményezni. Maximum 15 másodperces hangüzenetek felvételére és elküldésére is lehetőség volt.

### Windows Live Messenger 8
A Microsoft Windows Live néven új programcsomagot kívánt létrehozni, amelybe több, addig MSN név alatt futó programot is belerakott. Az új változat, a 8.0-s verzió így lett Windows Live Messenger. A név mellett számtalan újítás is bekerült: csevegés "Nem elérhető" módban, színséma módosításának lehetősége, átalakított keresési és fájlküldési ablak, kibővített névjegyek, vadonatúj ikonkészlet, a felhasználók nevének átírása, egymás után érkező üzenetek egységbe foglalása, és a Windows Live ID általánossá tétele. Kezdetben új értesítési hangok bevezetésével is megpróbálkoztak, de végül ezek maradtak a régiek. Ezek az új verziók már minimum Windows XP-t követeltek meg. Megjelentek a fájlátvitel új módszereként a megosztási mappák, melyek több fájl szinkronizáció alapú átvitelét biztosították.
2006-ban a 8.1-es változat is hozott magával néhány újítást. Ettől kezdve a megjelenítendő kép akkor is megmaradt, ha az illető más számítógépről jelentkezett be. A névjegyek áttervezésre kerültek, és kibővültek a meglévő funkciók. Egy "Kijelentkezés" és egy "Jelentés" menüpont is könnyen elérhetővé vált. Ettől kezdve telefonszámok is rendelhetőek voltak a profilokhoz, és SMS-üzenetek küldése is lehetségessé vált. A Yahoo! Messengerrel való együttműködést is innentől számíthatjuk. Ehhez a verzióhoz több kisebb hibajavítás is készült, különféle biztonsági problémák miatt.
2007 júniusában indult a 8.5-ös verzió, mely főleg azzal hívta fel magára a figyelmet, hogy igazodva az ekkor bevezetett Windows Vista stílusához az addigi lekerekített arculat helyett szögleteset kapott (Wave 2). Emellett a csomag része lett a Családbiztonság szoftver, valamint Windows Live OneCare néven a fájlátvitelt felügyelő beépített szűrő került elhelyezésre. A frissítések ezentúl automatikusan települtek.

### Windows Live Messenger 2009
A 9-es verzió ezúttal a megjelenésének évszámáról lett elnevezve, mely nem egészen pontos, tekintve hogy a Microsoft, egységesítve a szoftvereinek verziószámát, "előléptette" azt, és hivatalosan 14.0-s lett. Külsőre a program ismét változott, finomodott a szögletes kinézet (Wave 3). Főként a testreszabhatóság terén történtek változások, mert ezentúl az ablakok és ablakkeretek hátterei is felhasználónként cserélhetőek lettek. Alapból beállíthatóak lettek csoportok, melyekkel egy kattintásra lehetett csoportos beszélgetést kezdeményezni. Új állapotikonok készültek, emellett alapértelmezésként megjelent egy "Kedvencek" partnerlista. A fényképek megosztása fotóalbum-szerűvé vált, a főablak alján pedig tájékozódhattunk afelől, milyen tevékenységeket végeztek partnereink legutóbb. A partnerek képei is átkerültek az eddig megszokott jobb oldalról a bal oldalra. A megosztási mappák eltűntek, helyüket a SkyDrive-alapú megosztás vette át. Ezen túlmenően több régi, elavult funkciót is kivettek. Újdonságként a hanglejátszást egy panelen ki is lehetett kapcsolni.

### Windows Live Messenger 2011
2010-ben számos bétateszt után elindult a jelentős mértékben áttervezett, a közösségi hálózatok előnyeit kihasználni kívánó 15-ös verzió, mely a Windows Live Messenger 2011 (Wave 4) nevet kapta. Alapértelmezésként az újdonságokat felsoroló panel jelent meg, egyetlen hatalmas ablakban. A beszélgetések ezentúl fülekben jelentek meg, egyetlen chatablak használatával. Néhány emotikont újra cseréltek, a Bing keresőt is beépítették, emellett lehetett videoüzenetet küldeni, a videókamerás beszélgetés pedig ezentúl lehetett HD-minőségű. A közösségiesedést jelképezendő, az állapotüzenetek kommentelhetőek lettek, a fényképeken meg lehetett jelölni embereket és szintén kommentelhetőek lettek, lehetőséggé vált más közösségi hálózatokkal való összekapcsolódás, valamint a Facebook chat integrálása. Azonban néhány funkciót most is kivettek: többé már nem lehetett egyéni nevet használni, kikerült a kézírási funkció, valamint a kapcsolati listák importja/exportja. A program immár a Windows XP-t sem támogatta, a minimális rendszerkövetelmény a Windows Vista lett. Ugyanezzel egyidőben megjelentek a különféle mobilos alkalmazások is.

### Windows Live Messenger 2012
A szoftver legutolsó, 16-os verziószámú, 2012-es csomagja a Wave 5 nevet kapta, és a Windows 8-cal egy időben jelent meg. Fontos különbség, hogy megjelent Windows Vista és 7 alá is, azonban az ahhoz készített verzió tulajdonképpen egy minimális hibajavításokat tartalmazó változat: többek között közvetlen videohívási lehetőség került csak be újdonságként. Windows 8 alatt azonban közvetlenül a Metro-kezelőfelületbe integrálódott, a Windows alapszolgáltatásának részeként, mely a felhasználónév és jelszó megadása után a háttérben futott. A Microsoft azonban 2012. november 6-án bejelentette, hogy 2013 első negyedévétől megszűnik a Windows Live Messenger, helyébe a Skype lép. Ezt megelőzően készült el Skype 6.0-s verziója, mely a Messenger-felhasználók átvételére teljes egészében fel lett készítve. Az átállást fokozatosan hajtották végre, s az eredetileg 2013. március 15-re időzített teljes megszüntetést is kitolták április 8-ig.
Escargot Windows Live Messenger
A csevegőprogram végleges megszűnése után az Escargot csapat "újraélesztette" a programot nem hivatalos szerverekkel. Jelenleg az MSN Messenger 1.0-tól Windows Live Messenger 2009-es verzióig van támogatva a szoftver. A program további használatát úgy lett megoldva, hogy az msnmgr.exe fájlban a csatlakozási IP címek át lettek írva az Escargot szervereire. Ezáltal a program nem a Microsoft hivatalos oldalára próbál kapcsolatot létrehozni, hanem a hibátlanul futó szükséges Domainekre. Jelenleg ez az egyetlen út a program használatára.
Chat Live Messenger
A csevegőprogram "újra lett élesztve" androidra is, Chat Live Messenger néven. Bár megjelenésében és hangzásban megegyezik a Windows Live Messengerrel, saját hálózatról megy, így a már meglévő MSN fiókok nem kompatibilisek, tehát a CLM használatához újra be kell a fiókot regisztrálni.